# Edgar Berney
Pour les articles homonymes, voir Berney.
Edgar Berney, dit Ficho, né le 6 mai 1937 à Yverdon-les-Bains et mort le 21 septembre 1987 à Chavannes-les-Forts, est un pilote automobile suisse sur voitures de sport, essentiellement en Grand Tourisme. 

## Biographie
Sa carrière en compétition s'étale de 1958 (sur Alfa Romeo Giulietta Sprint Veloce Zagato) à 1970 (sur Porsche 911 S).

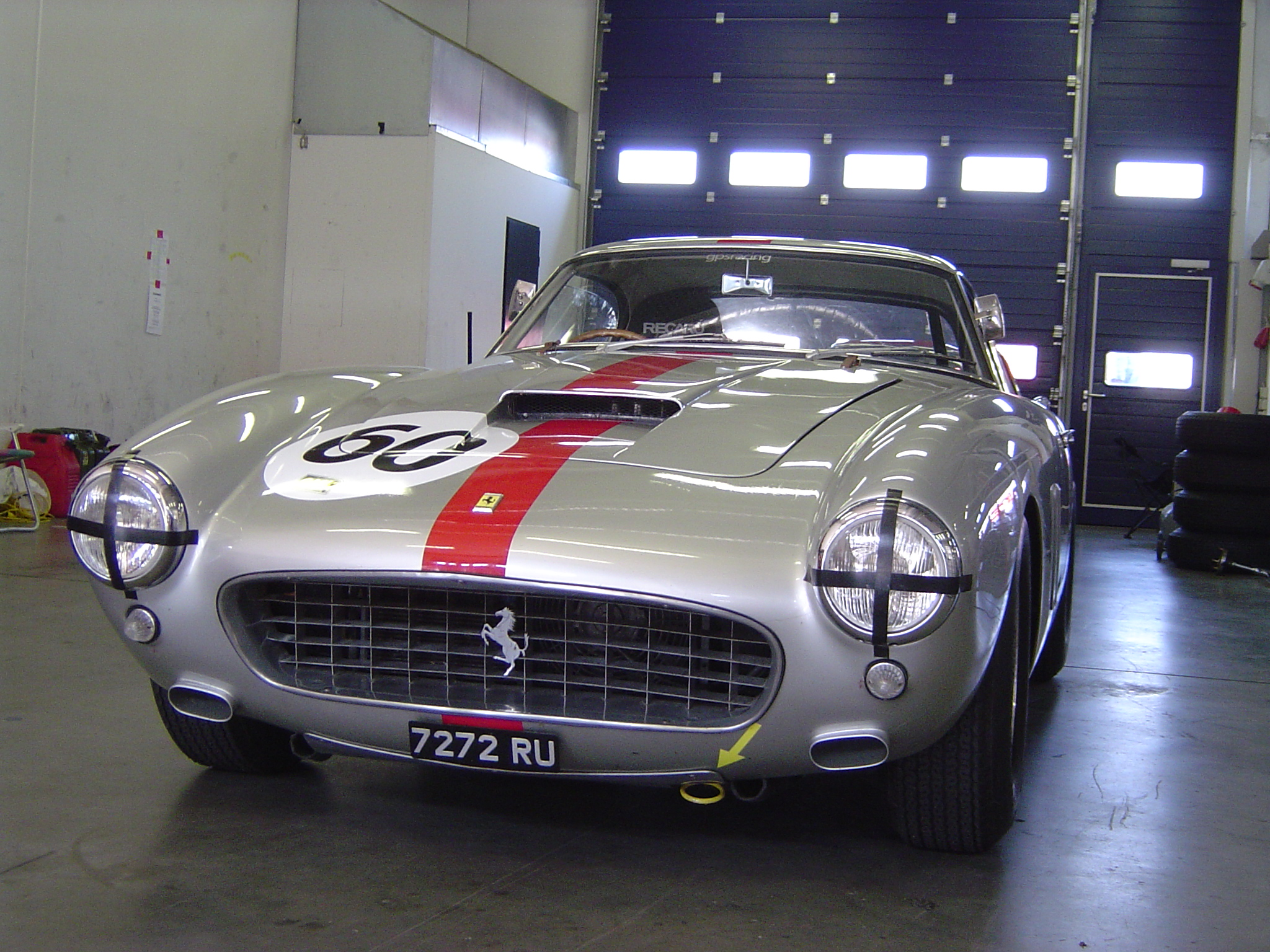
Exemple de Ferrari 250 GT.

De 1960 à 1963, il effectue quatre saisons sur une Ferrari 250 GT personnelle qui lui permet d'obtenir quatre succès absolus en 1962, après une quatrième place au Tour de France automobile en 1961 associé alors à Jean Gretener: les Coupes de Vitesse de Linas-Montlhéry fin avril, le Grand prix de l'AVUS GT mi-mai, le Grand Prix de Spa GT une semaine plus tard (devant Pierre Noblet), et enfin les Coupes du Salon encore à Montlhéry durant la première quinzaine d'octobre (terminant auparavant 6e de celles-ci en 1958). Il obtient encore deux autres podiums en 1962, avec des deuxièmes places lors du Grand Prix (ou Coupe) de Bruxelles (derrière Noblet) et de celui d'Albi (derrière Henri Oreiller).
Il dispute les 24 Heures du Mans à quatre reprises, se classant 14e en 1964 avec son ami Noblet sur Iso Rivolta Grifo A3C-Chevrolet d'Auguste Veuillet (les trois autres courses sont en binôme avec son compatriote André Wicky). En endurance toujours, il finit cinquième des 12 Heures de Reims en 1967 sur Porsche 906 avec Wicky.
En 1968 il remporte la catégorie GT2 lors de la Targa Florio, avec sa 911 S (8e au général avec ses compatriotes Claude Haldi et Pierre Greub, dans l'équipe des Corsaires). 
En 1970, il est désormais douzième des 1 000 kilomètres de Buenos Aires encore avec un autre suisse, Jacques Rey, cette fois-là à bord d'une Lola T70 Mk 3B-Chevrolet (Sport-prototypes), puis il termine cinquième avec cette voiture lors du Grand Prix de Paris.
Il dispute aussi quelques courses de montagne tout au long des années 1960, toujours en voitures fermées.
Il décède lors d'un accident de la route.